# La guerra sporca dei partigiani e dei fascisti
La guerra sporca dei partigiani e dei fascisti è un romanzo storico dell'autore italiano Giampaolo Pansa pubblicato nel 2012.

## Struttura del testo
Il libro si compone di 42 capitoli, preceduti da un'introduzione (intitolata La pioggia rossa, nella quale l'autore dichiara di voler demolire i falsi miti sulla Resistenza e la guerra partigiana) e un prologo (La fascista e il partigiano, che in parte costituisce un racconto a sé e in parte presenta i personaggi principali della storia). I capitoli sono raggruppati in sei parti: Le sconfitte (1940-1942), La resa (1943), La guerra in casa (1944-45), Intermezzo (1945) e L'ultima guerra (1945).

## Trama
In una città del Piemonte bagnata dal Po,  durante e dopo la seconda guerra mondiale, il farmacista Evasio racconta, con sguardo disincantato ed obiettivo, al nipote Enrico la sua interpretazione dei fatti dell'attualità e della storia recente, assieme ad aneddoti che coinvolgono i loro concittadini.
Da parte sua Enrico, crescendo, inizia ad essere sensibile al fascino femminile: prima viene irretito dalla signorina Elisa, direttrice della colonia montana dove passa delle vacanze estive, poi inizia a frequentare Lina, una sarta della quale diventa amico, facendole compagnia mentre lavora, che lo inizierà alle prime esperienze sessuali.
Dopo la Liberazione, Enrico ha modo di rendersi conto delle prepotenze dei vincitori, assistendo alla tosatura pubblica di donne fasciste e collaborazioniste, e vedendo i soldati americani di colore della divisione "Buffalo" approfittare della miseria delle donne del posto, sia pure senza violenza. Dai racconti dello zio apprende anche delle stragi operate dai partigiani nell'Italia settentrionale.

## Personaggi
- Il dottor Evasio Z.: farmacista, scapolo, nato nel 1890.[2] Grazie alla sua attività è sempre molto informato su quanto accade in città e nei teatri di guerra. Di opinioni liberali, diffida sia delle versioni ufficiali del regime fascista sia della propaganda dei comunisti.
- Enrico Z.: ragazzo nato nel 1930[3], orfano di padre e anche per questo legatissimo allo zio paterno Evasio.
- Luisa Z.: madre di Enrico, vedova sulla quarantina. Gestisce una modisteria, lavorando anche come sarta.
- La signorina Elisa: giovane astigiana, professoressa di scuola media, che si trova a dirigere la colonia nella quale Enrico passa le vacanze. Dopo aver avuto diversi amanti, un paio d'anni dopo la fine della guerra sposa un attempato avvocato vercellese.
- Lina R.: sarta per uomo, nata nel 1917[4], zitella, amica poi anche amante di Enrico.

## Edizioni
- Giampaolo Pansa, La guerra sporca dei partigiani e dei fascisti, Milano, Rizzoli, 2012, ISBN 978-88-17-06080-6.
- Giampaolo Pansa, La guerra sporca dei partigiani e dei fascisti, Milano, Mondolibri, 2013.
- Giampaolo Pansa, La guerra sporca dei partigiani e dei fascisti, BUR, Milano, Rizzoli, 2013, ISBN 978-88-17-06909-0.